# Бернард Сильвестр
Бернард Сильвестр (Bernardus Silvestris), известный также как Бернард Турский (Bernardus Turonensis) — французский философ-платоник XII века, близкий к Шартрской школе. Прозвище «Сильвестр» получил от лат. silva — «материя» (с этого слова начинается его главный труд, «Космография»).

## Биография
О биографии Бернарда мало что известно, за исключением того, что в середине XII века он преподавал в Туре. До начала XX века его отождествляли с Бернардом Шартрским. «Космографию» Бернард посвятил Тьерри Шартрскому. В этом посвящении он называет себя Bernardus Silvestris, и так же называют его Матье Вандомский (один из его учеников) и Гервасий Мелклейский (Gervais de Melkley), находившийся под влиянием его идей. На сто лет позже Анри д`Андели называет его по-французски Bernardin li Sauvages. В «Космографии» упоминается папа Евгений III, и в одной из рукописей к этому месту на полях написана глосса, в которой сообщается, что книгу папе читали вслух, и он её одобрил. Свой дом в Туре Бернард завещал племяннику, Жерберту Бонсо, который жил там в 1178—1184 годах.

## Сочинения
Из приписываемых обычно Бернарду трудов ему несомненно принадлежат два:
- Космография (Cosmographia; другое название De mundi universitate — варианты перевода «О совокупности мира»; «О целокупности мира»; «О вселенной»), философско-аллегорический трактат о сотворении мира, написанный прозиметром и законченный в конце 1140-х годов; сохранилось около 50 рукописей.
- Математик (Mathematicus), поэма в элегических дистихах на тему судьбы и необходимости; сохранилось 17 рукописей. Иоанн Солсберийский в 1159 году цитирует двустишие оттуда, что даёт крайнюю дату написания.

Весьма вероятно, что Бернарду принадлежит известный комментарий на шесть книг «Энеиды», хотя и приписанный ему лишь в одной поздней рукописи. В таком случае ему наверняка принадлежит и комментарий на Марциана Капеллу (сохранился не полностью), в тексте которого содержатся ссылки на комментарий к «Энеиде». Там же упоминается и комментарий на «Тимей» Платона, который не сохранился или же не идентифицирован среди других подобных сочинений.
В трактате Experimentarius Бернарду принадлежит, по-видимому, только вступление, а остальное переведено с арабского.